# Titrage conductimétrique
Le titrage conductimétrique est une méthode de titrage par conductimétrie durant laquelle on mesure, grâce à une électrode, la conductance ou la conductivité électrique d’une solution en fonction du volume du réactif titrant ajouté dans le but de déterminer la concentration d'une espèce chimique dans cette solution.

## Limite
Tous les ions présents interviennent pour déterminer la conductivité de la solution. Il en résulte qu’un ion très concentré masque pratiquement tous les autres. 

## Exemple
Le titrage conductimétrique utilise la capacité des ions à conduire le courant électrique dans un milieu aqueux. Comme chaque ion conduit le courant différemment, la conductance varie pendant le titrage. Cette notion est directement liée avec la concentration des ions présents.
Par exemple : l'ion {\displaystyle {\rm {H_{3}O^{+}}}} conduit mieux le courant que l'ion {\displaystyle {\rm {HO^{-}}}}. Si on fait réagir les ions {\displaystyle {\rm {H_{3}O^{+}}}}, la conductance de la solution va baisser car ces ions disparaissent (la concentration des ions {\displaystyle {\rm {H_{3}O^{+}}}} diminue). Puis si on continue le titrage au-delà du point d'équivalence, la conductance va monter, car les ions {\displaystyle {\rm {HO^{-}}}} seront de plus en plus nombreux (la concentration des ions {\displaystyle {\rm {HO^{-}}}} augmente).

## Courbe de titrage
La courbe de titrage présente la conductance ou la conductivité en fonction du volume de réactif titrant ajouté. Cette courbe est constituée de deux parties linéaires de pentes différentes. L'intersection des droites obtenues par extrapolation des deux parties linéaires donne le point de fin de titrage. 

## Applications
Le titrage conductimétrique peut être réalisé lors des titrages avec précipitation (argentimétrie par exemple), complexométrique, rédox et acido-basique.